# Tour de Flandes 1935
El Tour de Flandes 1935 es la 19.ª edición del Tour de Flandes. La carrera se disputó el 14 de abril de 1935, con inicio en Gante y final en Wetteren después de un recorrido de 260 kilómetros. 
El vencedor final fue el belga Louis Duerloo, que se impuso al esprint a sus seis compañeros de fuga en Wetteren. Los también belgas Eloi Meulenberg y Cornelius Leemans fueron segundo y tercero respectivamente.

## Clasificación final
|    | Ciclista           | Equipo         | Tiempo     |
| -- | ------------------ | -------------- | ---------- |
| 1  | Louis Duerloo      | Genial Lucifer | 7h 27' 00" |
| 2  | Eloi Meulenberg    | Alcyon-Dunlop  | m. t.      |
| 3  | Cornelius Leemans  | Genial Lucifer | m. t.      |
| 4  | Jef Moerenhout     | Dilecta-Wolber | m. t.      |
| 5  | Gerrit van de Ruit | Dossche Sport  | m. t.      |
| 6  | Léopold Roosemont  | Colin-Wolber   | m. t.      |
| 7  | Jules Lowie        | Genial Lucifer | m. t.      |
| 8  | Edgard De Caluwé   | Dilecta-Wolber | + 2'00     |
| 9  | Frans van Hassel   | Genial Lucifer | + 2' 00"   |
| 10 | Gaston Rebry       | Alcyon-Dunlop  | + 2' 15"   |